# S/2007 S 3
S/2007 S 3 — нерегулярный спутник планеты Сатурн с обратным орбитальным обращением.

## История открытия
S/2007 S 3 был открыт в серии наблюдений, начиная с 18 января 2007 года.
Сообщение об открытии сделано 11 мая 2007 года.